# Владимир Уручев
Владимир Андреев Уручев е български политик и представител на България в Европейския парламент (от ГЕРБ).

## Биография
Роден е на 1 октомври 1954 г. в смолянското село Буково, близо до Мадан.
По професия Владимир Уручев е инженер по топлоенергетика и топлофизика. През 1973 г. завършва пловдивския Техникум по електротехника, специалност „Електрически централи и мрежи“, а през 1981 г. – Московския енергетически институт със специалност „Атомни централи и инсталации“.
От 1981 г. до 1992 г. работи в 1 – 4 блок АЕЦ „Козлодуй“, последователно от оператор на спомагателни системи на реактора до главен дежурен в електроцентралата. Между 1992 и 1994 г. е главен експерт по експлоатацията. Ръководител на направления: „Инженерна поддръжка“ (1994 – 1997) и „Експлоатация на 1 – 4 блок“ (1997 – 2000). От 2000 г. е главен инженер на блокове 1 – 4 на АЕЦ „Козлодуй“.